# 8925 Boattini
A 8925 Boattini (ideiglenes jelöléssel 1996 XG32) a Naprendszer kisbolygóövében található aszteroida. M. Tombelli és U. Munari fedezte fel 1996. december 4-én.